# Seznam osebnosti iz Občine Cankova
Seznam osebnosti iz občine Cankova vsebuje osebnosti, ki so se rodile, delovale ali umrle v občini Cankova.

## Do 19. stoletja
- Štefan Kozel (18. stoletje), pesnik. Avtor prve krašičke pesmarice.
- Jožef Smodiš (?, Krašči – ?), ustvarjal med 1660 in 1730. Nabožni pesnik, doma iz Krašč.

## 19. stoletje
- Jožef Borovnjak (9. 2. 1826, Ivanovci – 19. 9. 1909, Cankova), slovenski rimskokatoliški duhovnik in pisatelj na Ogrskem.
- Leopold Gombocz (1875, Korovci – 1943, Potrna, Avstrija), avstro-ogrski čebelar. Velja za pionirja prevažanja čebel po železnici in enega od pionirjev "umetnega razmnoževanja" čebeljih družin.

## 20. in 21. stoletje
- Aljoša Bagola (1979, Cankova), oglaševalec, kolumnist. Kreativni direktor agencije Pristop; poročen s slovensko igralko Ivo Kranjc.
- Dominik Bagola (1981, Cankova), glasbenik. Član skupine Balladero.
- Ernest Bransberger (1929, Korovci), ljubiteljski slikar. Leta 2005 je v svoji rojstni hiši v Korovcih odprl galerijo.
- Evald Flisar (13. 2. 1945, Gerlinci), pisatelj, pesnik, prevajalec, dramatik in urednik.
- Jerneja Herzog (24. 6. 1982, Murska Sobota), univerzitetna profesorica na Pedagoški fakulteti v Mariboru; prva občanka z doktorskim nazivom.
- Maruša Kerec (1989, Cankova), novinarka, voditeljica in spletna redaktorica na Valu 202.
- Matej Mertük (?, Skakovci), amaterski igralec, komedijant.
- Bela Obal (17. 5. 1882, Cankova – 25. 7. 1951, Dunaj), zgodovinar, profesor teologije. Med drugim univerzitetni profesor v Budimpešti.
- Avgust Pavel (28. 8. 1886, Cankova – 2. 1. 1946, Sombotel), slovenski pesnik, pisatelj, etnolog, jezikoslovec, literarni zgodovinar, učitelj in muzeolog na Madžarskem.
- Branko Pintarič (30. 3. 1967, Murska Sobota), gledališki ustvarjalec, amaterski igralec in pisatelj. Živel je na Cankovi.
- Ivan Sojč (10. 5. 1879, Ljubnica – 21. 3. 1951, Maribor), kipar. Oltar Srca Jezusovega v župnijski cerkvi na Cankovi je njegovo delo.
- Ludvik Vrečič (10. 4. 1900, Skakovci – 4. 7. 1945, Monor (Madžarska)), prvi prekmurski akademski slikar.
- Ivan Zelko (14. 5. 1912, Črenšovci – 13. 8. 1986, Špitalič pri Slovenskih Konjicah), zgodovinar, duhovnik. Kaplanoval na Cankovi med 1943–1945.
- Milan Zrinski (?, Skakovci), pisatelj. Piše prispevke za Porabski koledar: letopis Slovencev na Madžarskem.

Za občino Cankova je pomemben še: Peter Obal (likovni pedagog in umetnik). 